# Trente Minutes de sursis
Pour plus de détails, voir Fiche technique et Distribution.
Trente Minutes de sursis (The Slender Thread) est un thriller américain réalisé par Sydney Pollack, sorti en 1965. Inspiré d'une histoire vraie relatée par Shana Alexander dans un article de Life Magazine, il s'agit du premier long métrage du réalisateur.

## Synopsis
Alan (Sidney Poitier) est étudiant en psychologie à Seattle. Bénévole dans un centre d'appels d'urgence, il reçoit la communication d'une femme nommée Inga (Anne Bancroft). Celle-ci lui dit qu'elle vient juste de prendre une dose létale de comprimés et qu'elle veut parler à quelqu'un avant de mourir. Alan, aidé d'un psychiatre (Telly Savalas) et d'un inspecteur (Ed Asner), va tout faire pour localiser cette femme et son mari (Steven Hill).

## Fiche technique
Sauf indication contraire, les informations mentionnées dans cette section peuvent être confirmées par la base de données cinématographiques IMDb,  présente dans la section « Liens externes ».
- Titre original : The Slender Thread
- Titre français : Trente Minutes de sursis
- Titre belge francophone : La Mort au Bout du Fil[2]
- Réalisation : Sydney Pollack
- Scénario : Stirling Silliphant avec la participation non créditée de David Rayfiel, d'après un article de Shana Alexander
- Direction artistique : Hal Pereira et Jack Poplin
- Décors : Robert R. Benton et Joseph Kish
- Costumes : Edith Head
- Photographie : Loyal Griggs
- Montage : Thomas Stanford
- Musique : Quincy Jones
- Production : Stephen Alexander
- Société de production : Athene Productions
- Société de distribution : Paramount Pictures (États-Unis)
- Budget : n/a
- Pays de production :  États-Unis
- Langue originale : anglais
- Format : noir et blanc — 1.85:1 — 35 mm
- Genre : thriller
- Durée : 98 minutes
- Dates de sortie[2] : 
  - États-Unis : 23 décembre 1965 (New York)
  - France : 19 août 1966
- Affiches : Macario Gómez Quibus (Espagne), Boris Grinsson (France)

## Distribution
- Sidney Poitier (VF : Bachir Touré) : Alan Newell
- Anne Bancroft (VF : Claire Guibert) : Inga Dyson
- Telly Savalas (VF : André Valmy) : le docteur Joe Coburn
- Steven Hill (VF : Raymond Loyer) : Mark Dyson
- Edward Asner (VF : Pierre Collet) : l'inspecteur Judd Ridley
- Indus Arthur (en) (VF : Claude Chantal) : Marian
- Paul Newlan (en) (VF : Fernand Fabre) : le sergent Harry Ward
- Dabney Coleman : Charlie
- H.M. Wynant (en) (VF : Roland Ménard) :  le docteur Morris
- Robert F. Hoy (VF : Marc de Georgi) : l'agent  Steve Peters
- Greg Jarvis : Chris Dyson
- Jason Wingreen : le technicien médical
- Marjorie Nelson (VF : Marie Francey) : Mrs. Thomas
- Steven Marlo (VF : Yves Furet) : Arthur Foss
- Thomas Hill : le vendeur d'alcool
- Lane Bradford (en) : Al McCardle
- Janet Dudley : Edna
- John Napier : le docteur Alden Van
- Stephen Pellegrini : l'agent Pellegrini
- Jerome R. Brand : un agent
- Kay Doubleday : Jinny
- Jo Helton (VF : Henriette Marion) : l'infirmière
- Richard Doorish : Pete
- Charlotte Stewart : l'opératrice téléphonique
- Viola Harris (en) (VF : Renée Simonot) : la superviseuse téléphonique
- George Savalas : le joueur de billard
- O.L. Haavik (VF : Richard Francœur) : le pasteur
- William R. Rhodes (VF : Maurice Dorléac) : le répartiteur de la police
- Charles C. Andrews : le directeur du motel
- Walter Maslow (en), Allen Emerson : les journalistes télé
- Lou Clark, David Harris : les veilleurs de nuit

## Production
Le film est initialement développé sous les titres de Cross My Heart And Hope To Die, Voice in the Wind et Call Me Back!.
Le rôle féminin principal est initialement prévu pur Elizabeth Ashley.
Le tournage a lieu à Seattle (Seattle Center, université de Washington, etc.) ainsi qu'aux Paramount Studios de Los Angeles.

## Bande originale
Albums de Quincy Jones
Mirage
(1965) Quincy's Got a Brand New Bag
(1965)
La musique du film est composée par Quincy Jones.
Liste des titres
1. "Preludium (Main Title Part II)" − 2:27
2. "Main Theme (Main Title Part I)" − 2:02
3. "Threadbare (Main Title Part III)" − 2:14
4. "Aftermath" − 2:43
5. "Fox's Sugar" − 3:27
6. "Funny Farm" − 1:31
7. "Theme for Inga" − 2:30
8. "Psychosis" − 3:06
9. "No Place to Go" − 3:08
10. "Big Sir" − 2:15

## Distinctions
Source : Internet Movie Database
- Oscars 1966 : meilleure direction artistique d'un film en noir et blanc, meilleurs costumes d'un film en noir et blanc
- Golden Globes 1966 : meilleur scénario pour Stirling Silliphant

## Clin d’œil
Au début du film, on peut voir un bateau nommé Silliphant, en référence au scénariste du film, Stirling Silliphant.